# Ağıllı

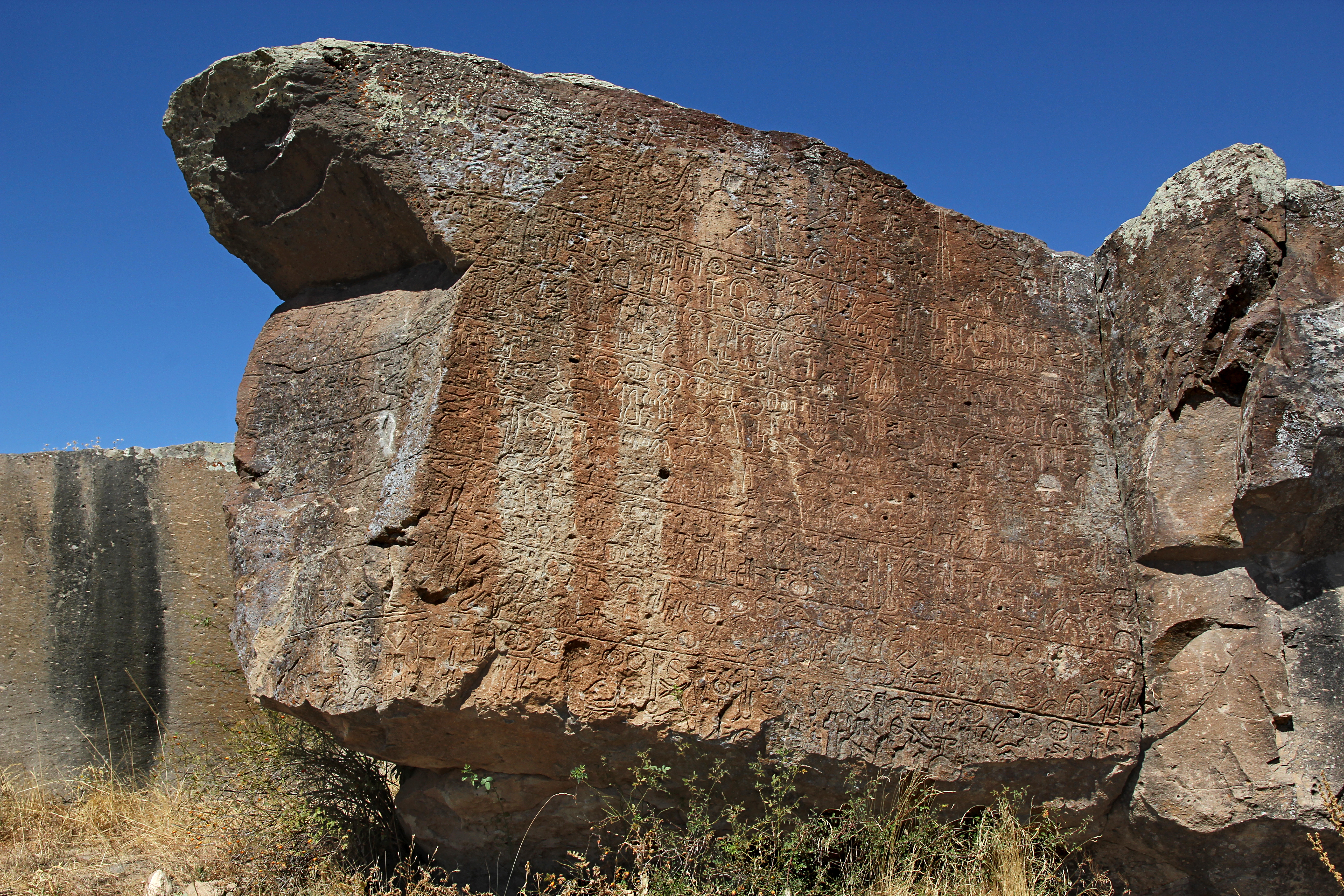
Felsinschrift von Topada

Ağıllı ist ein Dorf im Landkreis Acıgöl der türkischen Provinz Nevşehir.
Ağıllı liegt im Osten des Kreises, etwa 9 Kilometer südlich von Acıgöl und 25 Kilometer südwestlich der Provinzhauptstadt Nevşehir. Der Ort ist über eine Landstraße mit der Kreisstadt im Norden verbunden. Etwa drei Kilometer nordwestlich des Dorfes liegt die Felsinschrift von Topada aus dem 8. Jahrhundert v. Chr., in der der spät-hethitische Herrscher Wasusarma von Tabal Kampfhandlungen beschreibt, die in der Umgebung stattfanden.